# Nothobomolochus multispinosus
Nothobomolochus multispinosus is een eenoogkreeftjessoort uit de familie van de Bomolochidae. De wetenschappelijke naam van de soort is voor het eerst geldig gepubliceerd in 1949 door Gnanamuthu.